# Territorio de Nuevo México
El Territorio de Nuevo México se hizo un territorio organizado de los Estados Unidos el 9 de septiembre de 1850, y este existió hasta que Nuevo México se hiciera el 47.º estado el 6 de enero de 1912. 
La parte occidental de Nuevo México vino del Tratado de Guadalupe Hidalgo en 1848, mientras el resto oriental de Nuevo México (del Río Grande hasta la frontera actual de Nuevo México-Texas) provino del Compromiso de 1850. La venta de La Mesilla de 1853 añadió una pequeña área adicional al Territorio de Nuevo México —la franja meridional de Arizona y Nuevo México—.
El territorio original en 1850 era la porción occidental de estado actual más la mayor parte de la futura Arizona (conocido como el Condado de Santa Ana), un pedazo de Colorado y otro de Nevada al sur del paralelo 36°30′ N. La cesión texana y la venta de La Mesilla ampliaron el territorio enormemente, pero el establecimiento del Territorio de Colorado el 28 de febrero de 1861 y del Territorio de Arizona el 24 de febrero de 1863 (al oeste del meridiano 109) dejó a Nuevo México con sus límites actuales.
Como parte de la ruta hacia California, Nuevo México y Arizona fueron territorio disputados durante la guerra de Secesión. Los colonos de la parte sur se unieron voluntariamente a los Estados Confederados de América ya en 1861. Sin embargo, la victoria de la Unión en la batalla de Glorieta (en el puerto de la Glorieta, apodada la "batalla de Gettysburg del Oeste") entre el 26 y el 28 de marzo de 1862, fue determinante para obligar a las tropas confederadas a retirarse de Nuevo México.